# Ga Bệnh viện cựu chiến binh Trung ương
Ga Bệnh viện Cựu chiến binh Trung ương (Trung tâm Y tế VHS) (Tiếng Hàn: 중앙보훈병원역, Tiếng Anh: VHS Medical Center station (VHS: Veteran Health Service), Hanja: 中央報勳病院驛) là ga đường sắt cuối trên tuyến 9 của Tàu điện ngầm Seoul tại Gangdong-gu, Seoul. Nó là ga cuối phía Nam của tuyến vào ngày 01 tháng 12 năm 2018, khi giai đoạn 3 của công trình hoàn thành.

## Lịch sử
- 9 tháng 8 năm 2018: Quyết định đổi tên ga là Ga Bệnh viện Cựu chiến binh Trung ương[4]
- 1 tháng 12 năm 2018: Bắt đầu hoạt động với việc khai trương giai đoạn 3 của Tàu điện ngầm Seoul tuyến 9

## Bố trí ga
| Công viên Olympic (Tốc hành) ↑ Dunchon Oryun (Địa phương) ↑ |
| \| W/B \|                                                   |
| Bắt đầu·Kết thúc                                            |

| Hướng Tây (Ngoài) | ● Tuyến 9 | Địa phương            | ← Hướng đi Gaehwa                |
| Hướng Tây (Trong) | ● Tuyến 9 | Tốc hành              | ← Hướng đi Sân bay Quốc tế Gimpo |
| Hướng Đông        | ● Tuyến 9 | Địa phương · Tốc hành | → Kết thúc tại ga này            |

## Xung quanh nhà ga
- Bệnh viện Cựu chiến binh Trung ương
- Trường tiểu học Seoul Seonlin
- Trường trung học cơ sở Dunchon
- Công viên bình minh Iljasan
- Iljasan
- Trường trung học Dunchon

## Hình ảnh

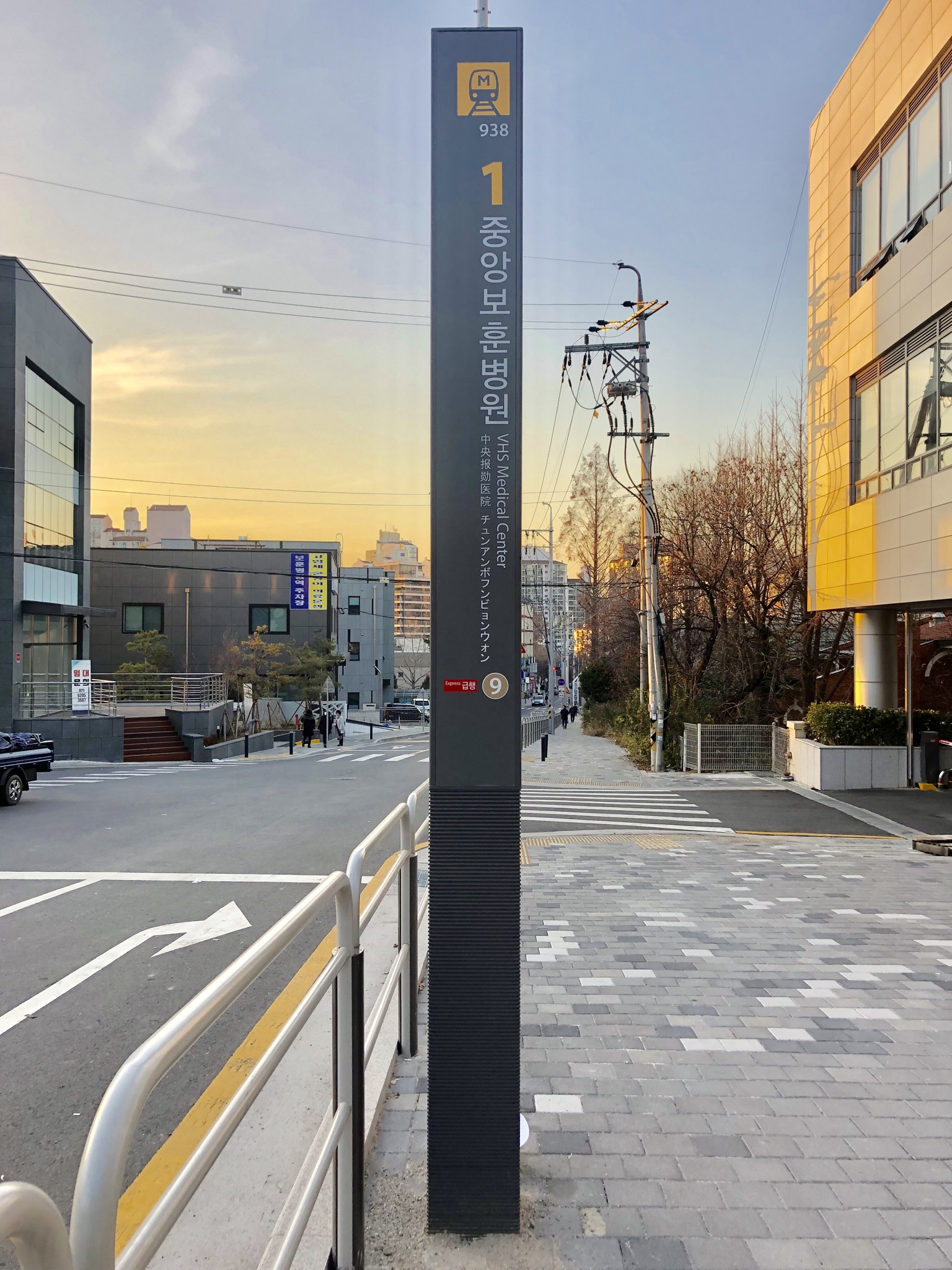
Biển hiệu lối vào 1
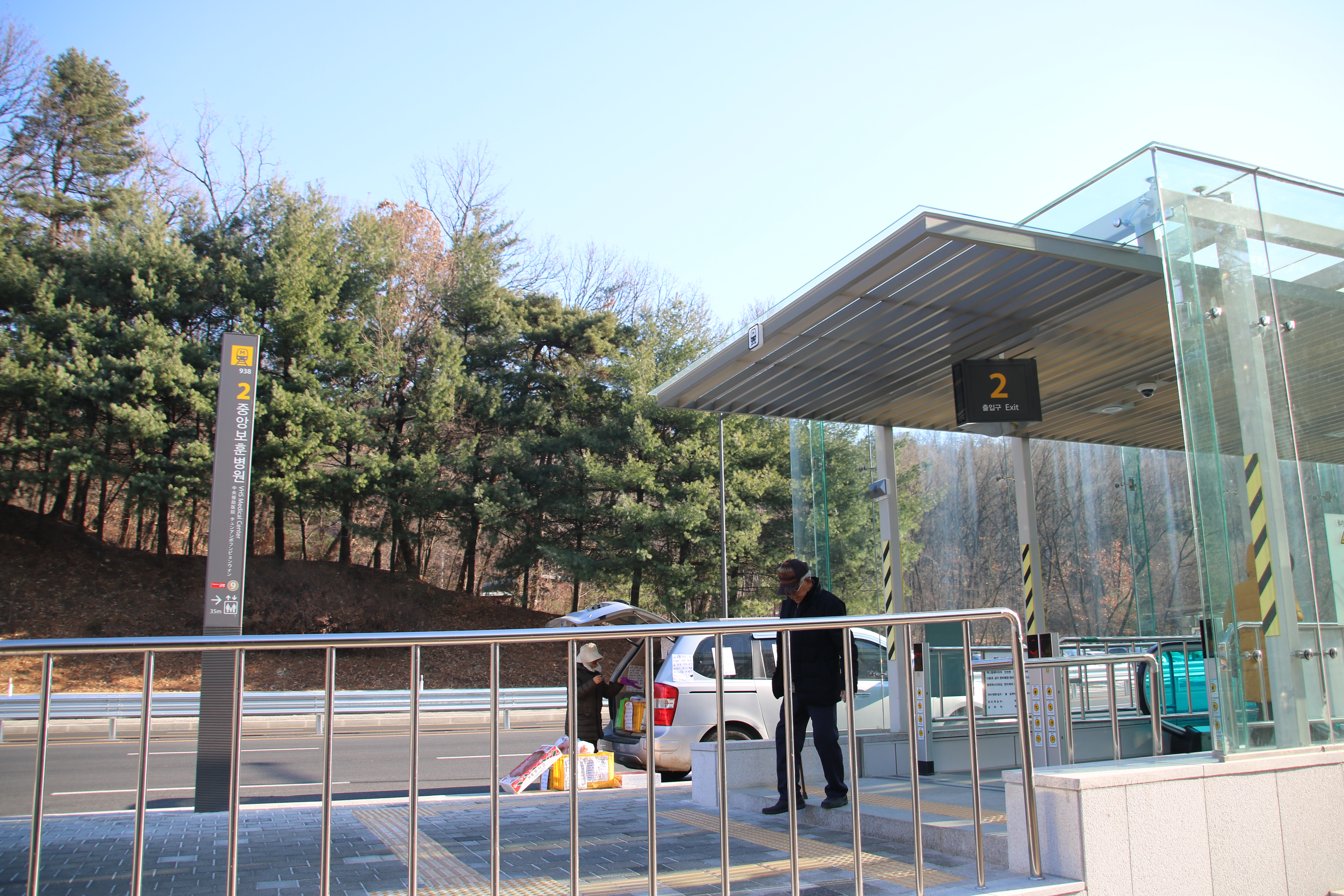
Lối vào 2
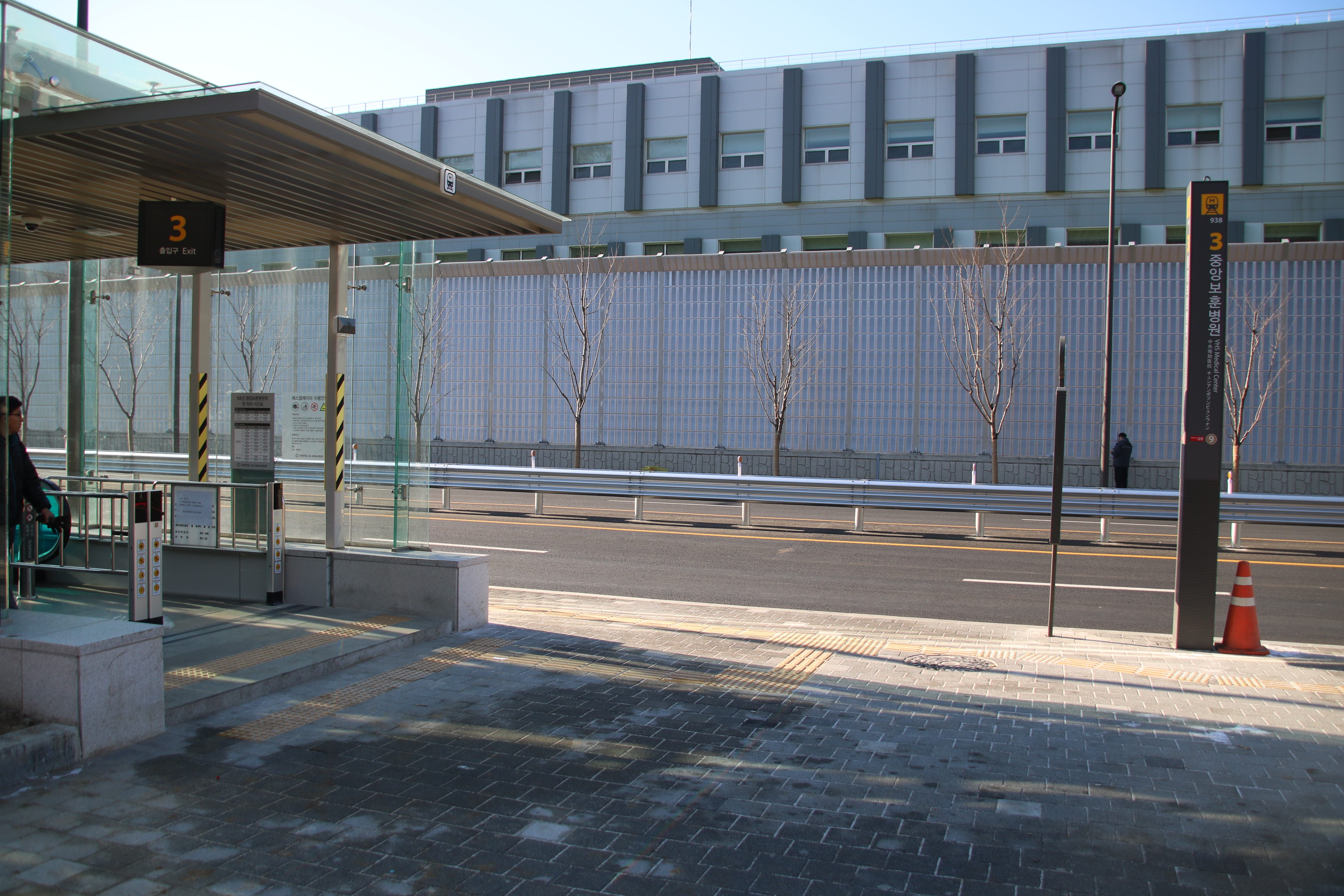
Lối vào 3
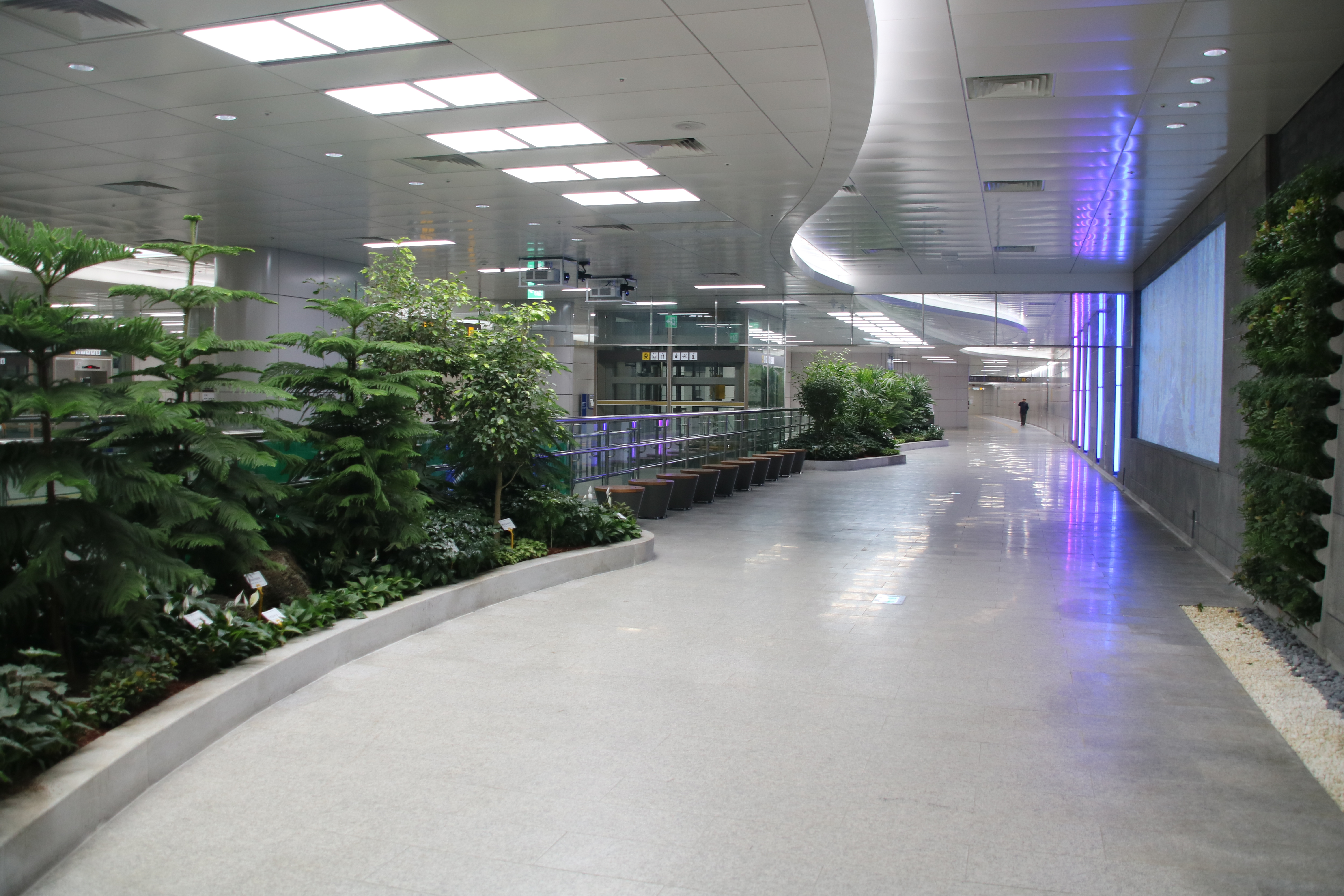
Phòng chở
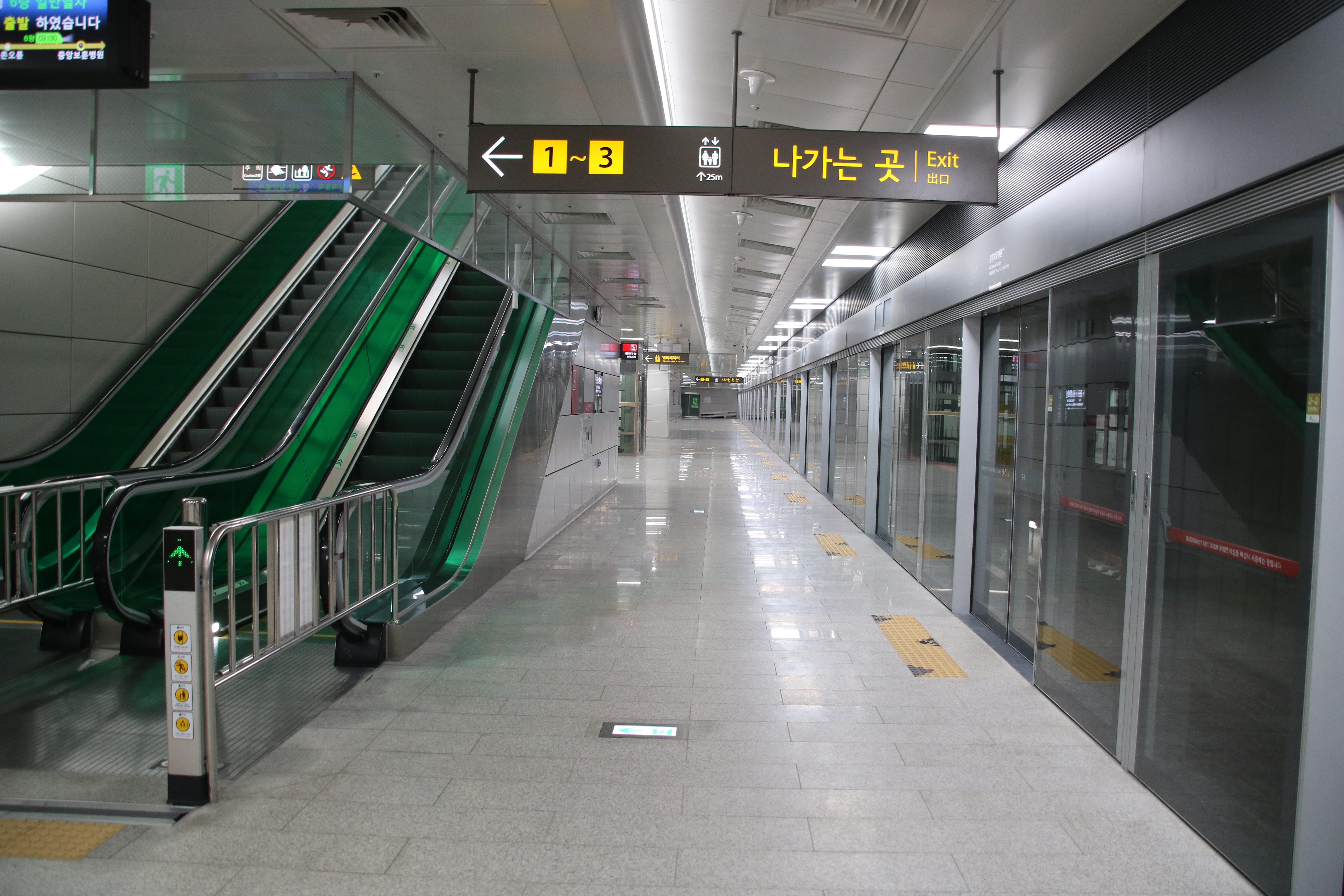
Nền tảng (điểm cuối của hướng xuống)
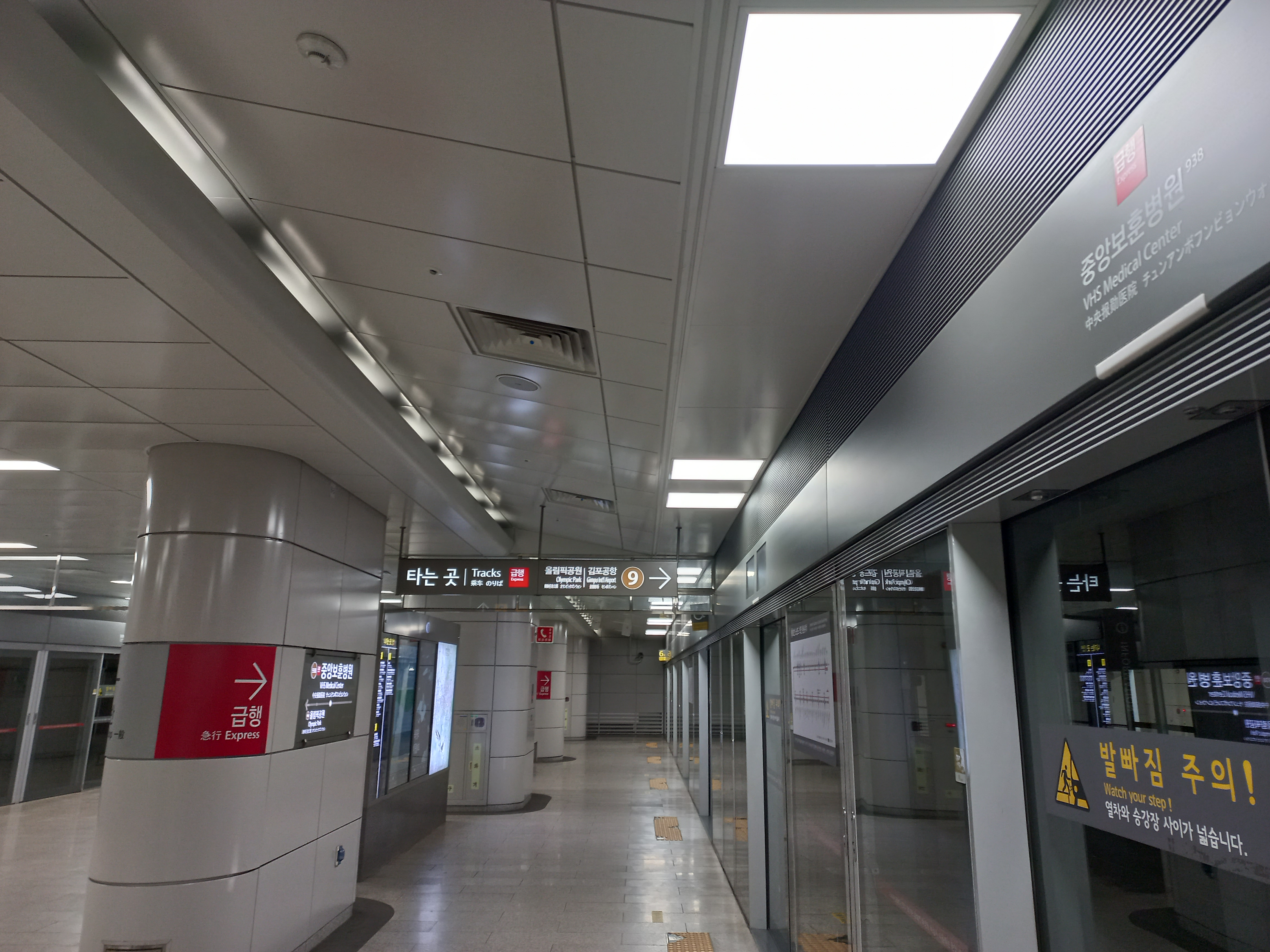
Nền tảng (hướng lên tốc hành)